# Heinrich Mehringer
Heinrich Mehringer (Tegernsee, 23 de febrero de 1952) es un deportista alemán que compitió para la RFA en biatlón. Ganó una medalla de bronce en el Campeonato Mundial de Biatlón de 1978, en la prueba por relevos.
Participó en los Juegos Olímpicos de Innsbruck 1976, ocupando el cuarto lugar en la prueba por relevos.

## Palmarés internacional
| Campeonato Mundial | Campeonato Mundial   | Campeonato Mundial | Campeonato Mundial |
| Año                | Lugar                | Medalla            | Prueba             |
| ------------------ | -------------------- | ------------------ | ------------------ |
| 1978               | Hochfilzen (Austria) | Medalla de bronce  | Relevos            |